# 제19회 모스크바 국제 영화제
제19회 모스크바 국제 영화제의 시상식에 관한 내용이다.

## 수상 및 후보

### 대상
- 수상자 없음

### 심사위원특별상
- 마리오와 마법사 - 라조스 콜타이 수상

### 여우주연상
- 프랑스 여인 - 엠마뉴엘 베아르 수상

### 남우주연상
- 프랑스 여인 - 가브리엘 바릴리 수상

### 감독상
- 쌩스 포 에브리 뉴 모닝 - 밀란 스테인들러 수상
- 프랑스 여인 - 레지스 와그니어 수상

### 안드레이 타르코프스키상
- 마리오와 마법사 - 클라우스 마리아 브랜다우어 수상

### Kodak St Anna상
- 에그스 - 벤트 해머 수상

### 그리스도 배심원상
- 잉글리쉬맨 - 크리스토퍼 몽거 수상